# Partido Pinamar
Partido Pinamar ist ein Partido an der Atlantikküste der Provinz Buenos Aires in Argentinien. Laut einer Schätzung von 2019 hat der Partido 31.042 Einwohner auf 63 km². Der Verwaltungssitz ist die Stadt Pinamar. Bis 1978 war Pinamar Teil des Partido General Madariaga.

## Orte
Pinamar ist in 6 Ortschaften und Städte, sogenannte Localidades, unterteilt.
- Montecarlo
- Pinamar (Verwaltungssitz)
- Mar de Ostende
- Ostende
- Valeria del Mar
- Cariló

## Wirtschaft
Die Wirtschaft von Pinamar wird von der Sommer-Touristensaison (Dezember–Februar) dominiert, in der Hunderttausende von Einwohnern von Buenos Aires an die Atlantikküste der Provinz Buenos Aires kommen. Pinamar profitiert von 25 km Strand.